# Тимова (Нижньосілезьке воєводство)
Тимова (пол. Tymowa, нім. Thiemendorf) — село в Польщі, у гміні Шцинава Любінського повіту Нижньосілезького воєводства.
Населення — 833 особи (2011).
У 1975-1998 роках село належало до Легницького воєводства.

## Демографія
Демографічна структура станом на 31 березня 2011 року:
|          | Загалом | Допрацездатний вік | Працездатний вік | Постпрацездатний вік |
| -------- | ------- | ------------------ | ---------------- | -------------------- |
| Чоловіки | 430     | 87                 | 307              | 36                   |
| Жінки    | 403     | 71                 | 252              | 80                   |
| Разом    | 833     | 158                | 559              | 116                  |